# Airaines
Airaines – miejscowość i gmina we Francji, w regionie Hauts-de-France, w departamencie Somma.
Według danych na rok 2011 gminę zamieszkiwały 2354 osoby, a gęstość zaludnienia wynosiła 95 osób/km² (wśród 2293 gmin Pikardii Airaines plasuje się na 124. miejscu pod względem liczby ludności, natomiast pod względem powierzchni na miejscu 40.).